# 亞歷山大廣場示威

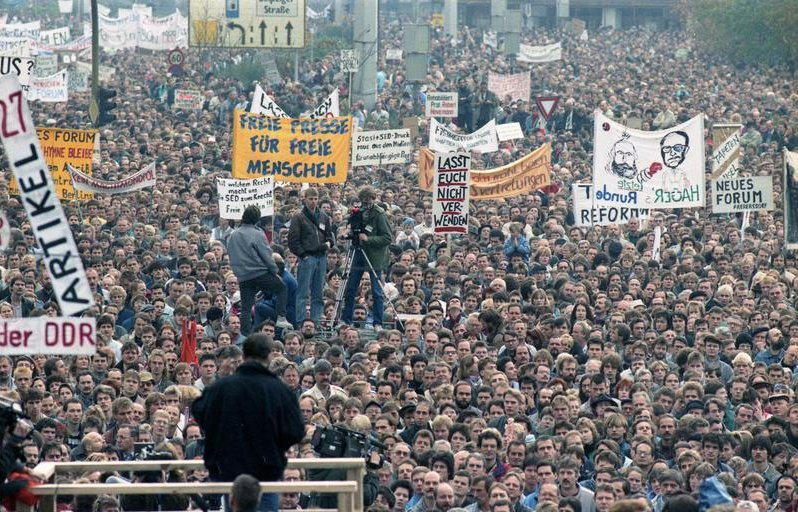
亚历山大广场示威

亚历山大广场示威（德語：Alexanderplatz-Demonstration）指的是1989年11月4日发生在德意志民主共和国（东德）首都东柏林亚历山大广场的一场要求政府进行政治改革的示威活动。这场示威活动总共有五十万至一百万名抗议者参加，是东德历史上规模最大的示威活动之一，并成为导致柏林墙倒塌和两德统一的和平革命的一个里程碑。
这场示威由东柏林剧院的演员和雇员们组织。这也是东德历史上第一场由个人组织、并获得当局批准的示威活动。示威活动的发言人为反对党成员、政权代表艺术家，包括持不同政见者Marianne Birthler、Jens Reich，作家斯蒂芬·海姆、演员乌尔里希·穆埃，东德国家安全部对外情报局首领马库斯·沃尔夫，以及政治局委员君特·沙博夫斯基。